# Corsiaceae
Corsiaceae Becc., 1878 è una famiglia di piante angiosperme dell'ordine Liliales.

## Tassonomia
La famiglia comprende i seguenti generi:
- Arachnitis Phil. (1 specie)
- Corsia Becc. (25 spp.)
- Corsiopsis D.X.Zhang, R.M.K.Saunders & C.M.Hu (1 sp.)